# Akkra
Akkra je hlavní město Ghanské republiky. V roce 2024 zde žilo obyvatel. Spolu s okolními městy a obcemi má celá aglomerace přes 4 miliony lidí.

## Název
Své jméno má hlavní město odvozené od výrazu nkran, což v západoafrickém dialektu znamenalo označení pro mravence, jiné kmeny tímto slovem ale nazývali i příslušníky kmene Ga.

## Přírodní poměry
Akkra se rozkládá nedaleko Greenwichského poledníku. Administrativně spadá pod region s názvem Větší Akkra, což je jeden z ghanských administrativních regionů. Město se od pobřeží rozšířilo do mírně zvlněné krajiny, kterou tvoří savana. 

### Podnebí a vodstvo
Klima Accry je formováno blízkostí Atlantského oceánu a velké řeky Volty. Podnebí je tropické a ovlivňuje jej monzunový cyklus; v období od dubna do června probíhá období dešťů, v zimě potom období sucha. Období dešťů provází souvislé i několik dní trvající srážky, které mohou působit i lokální záplavy. Zimní měsíce ale mohou být v průměru teplejší než ty letní; sušší podnebí navíc přináší teplo a písek a prach ze Sahary.
Nedaleko Akkry tečou dvě řeky; Ayensu a Densu, jejichž voda je využívána pro zásobování metropole. Druhá uvedená je v lokalitě Weija přehrazena a vodní elektrárna zde vyrábí elektřinu pro město. 
Samotnou Akkrou potom protéká řeka Odaw, která nedaleko středu metropole ústí do Atlantského oceánu.

## Historie

### Založení a koloniální éra

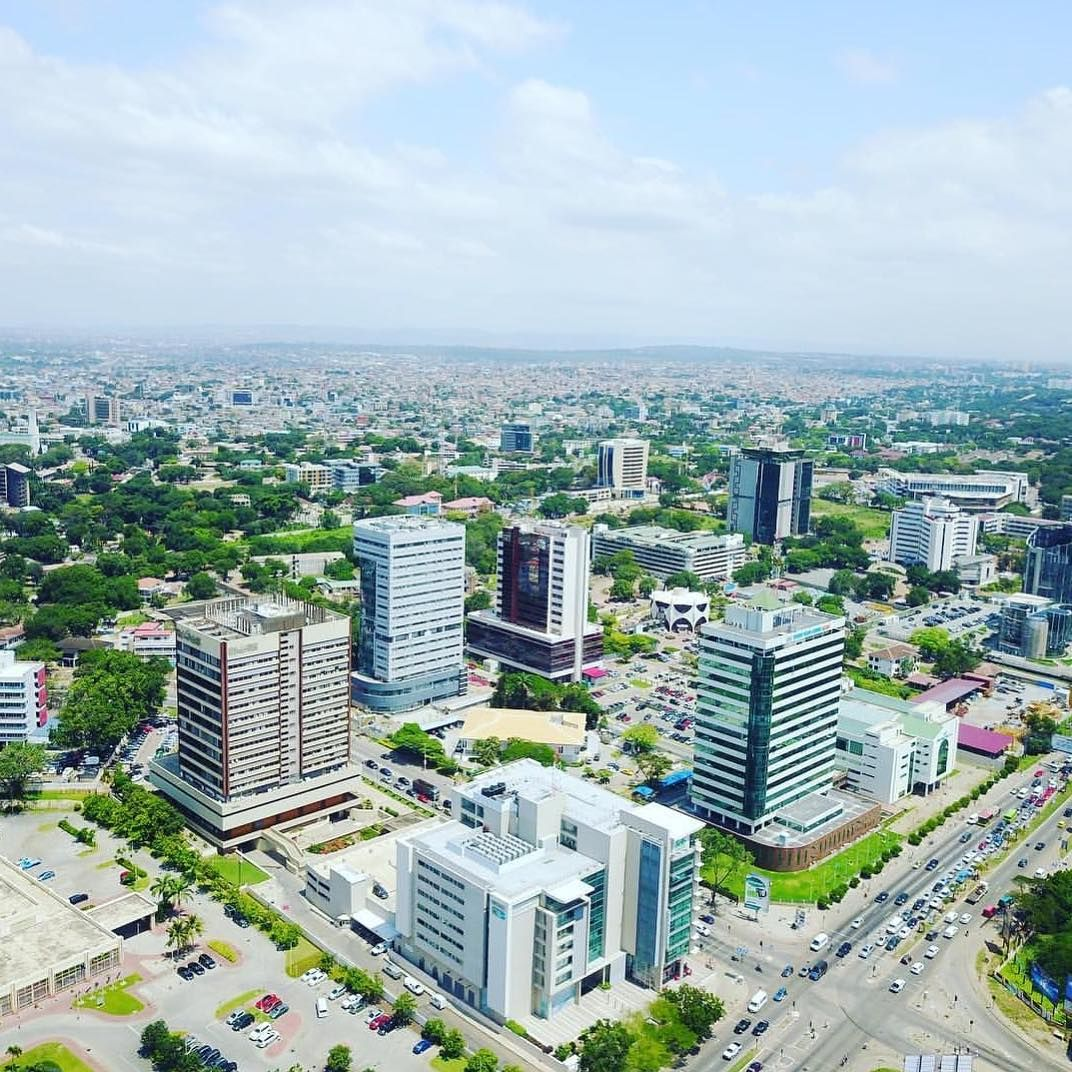
Administrativní budovy v centru Akkry.

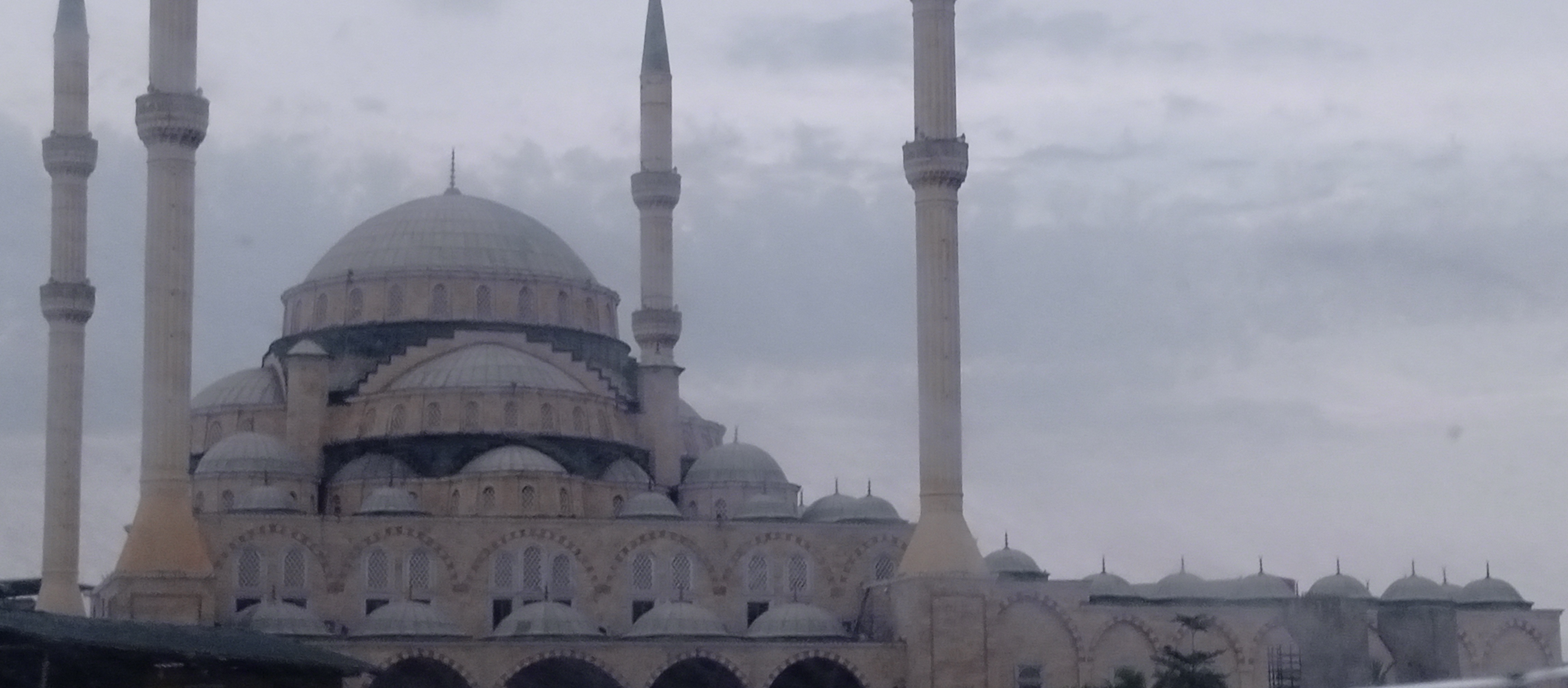
Velká mešita v Akkře.

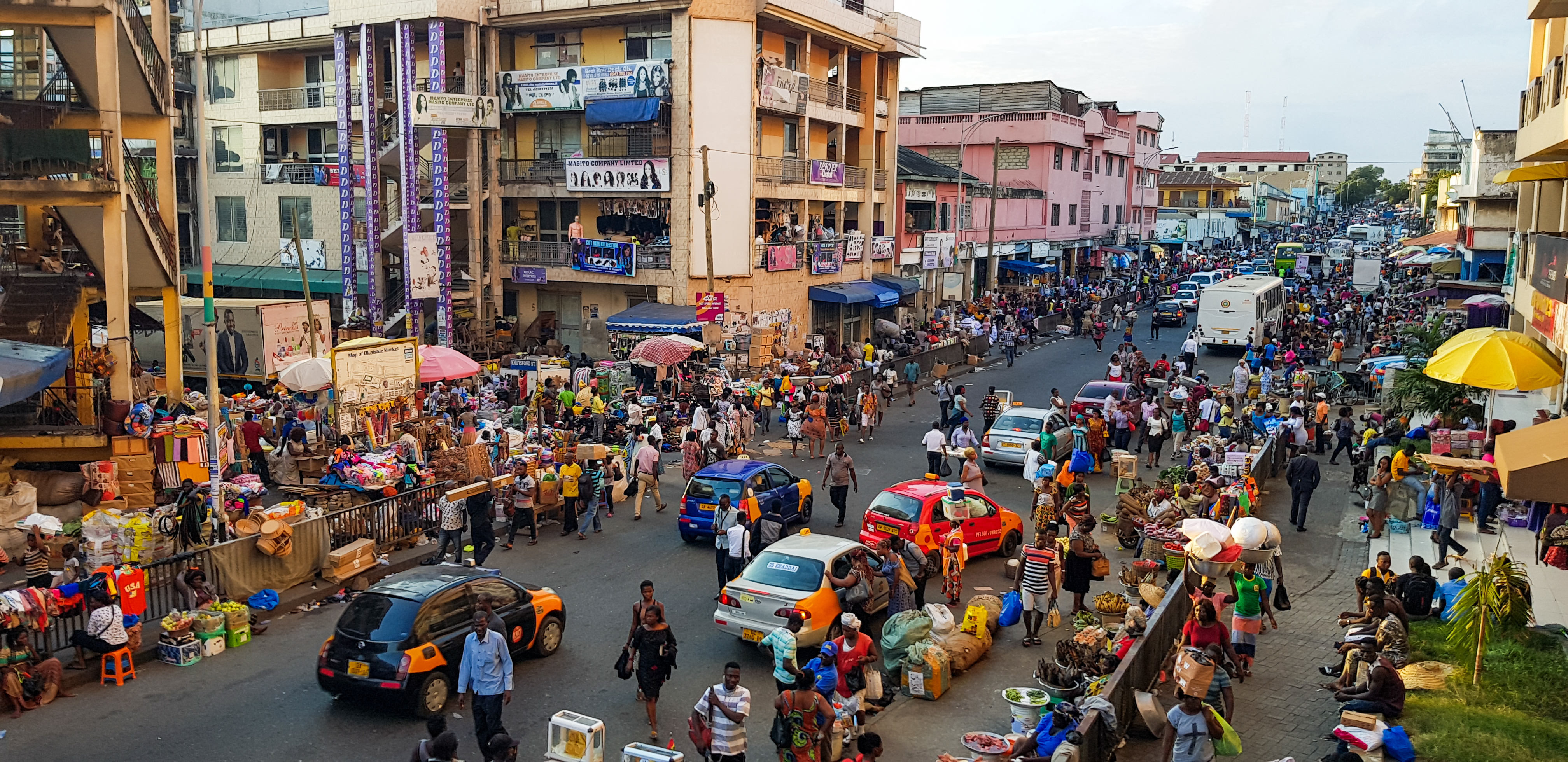
Rušný provoz na ulici v centru města.

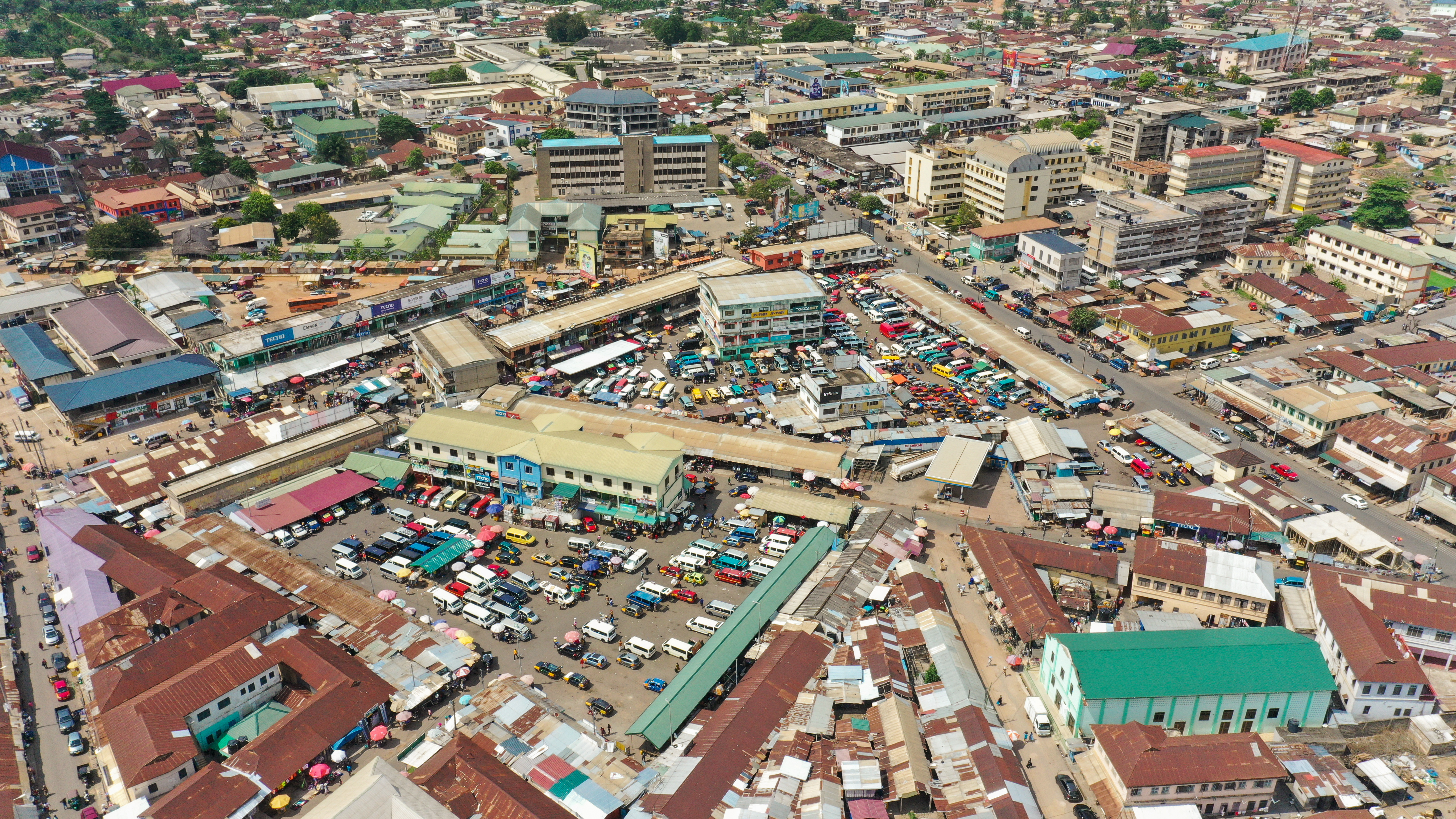
Lokalita Koforidua v Akkře.

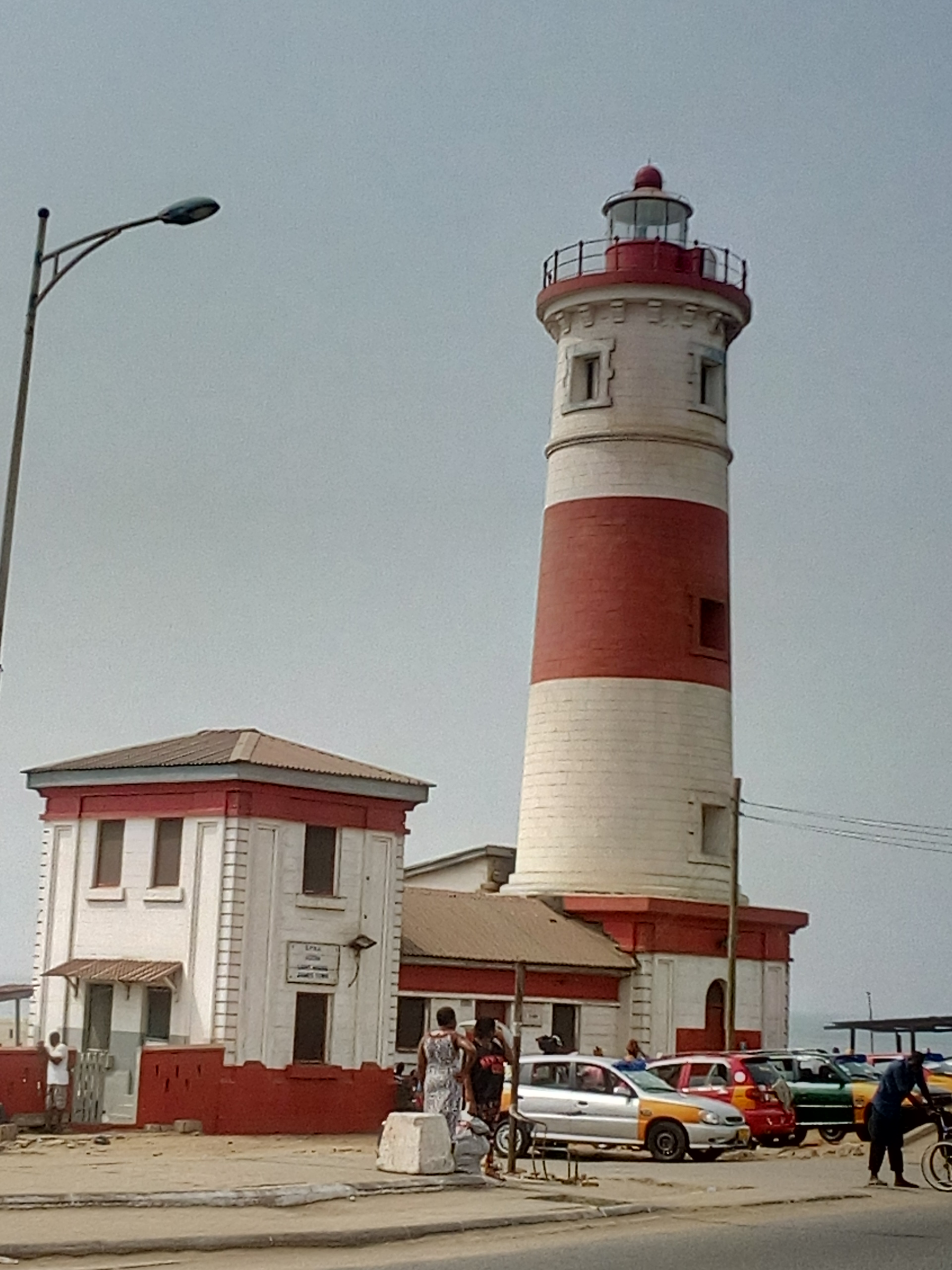
Maják v akkerském Jamestownu.

Město Akkra bylo založeno v 16. století obyvateli západoafrického kmene Ga.

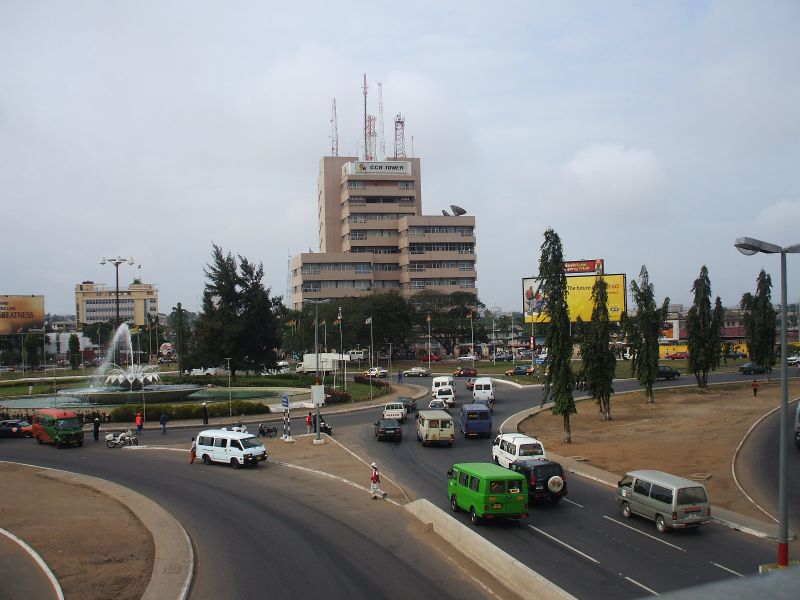
Kancelářská budova v Akkře.

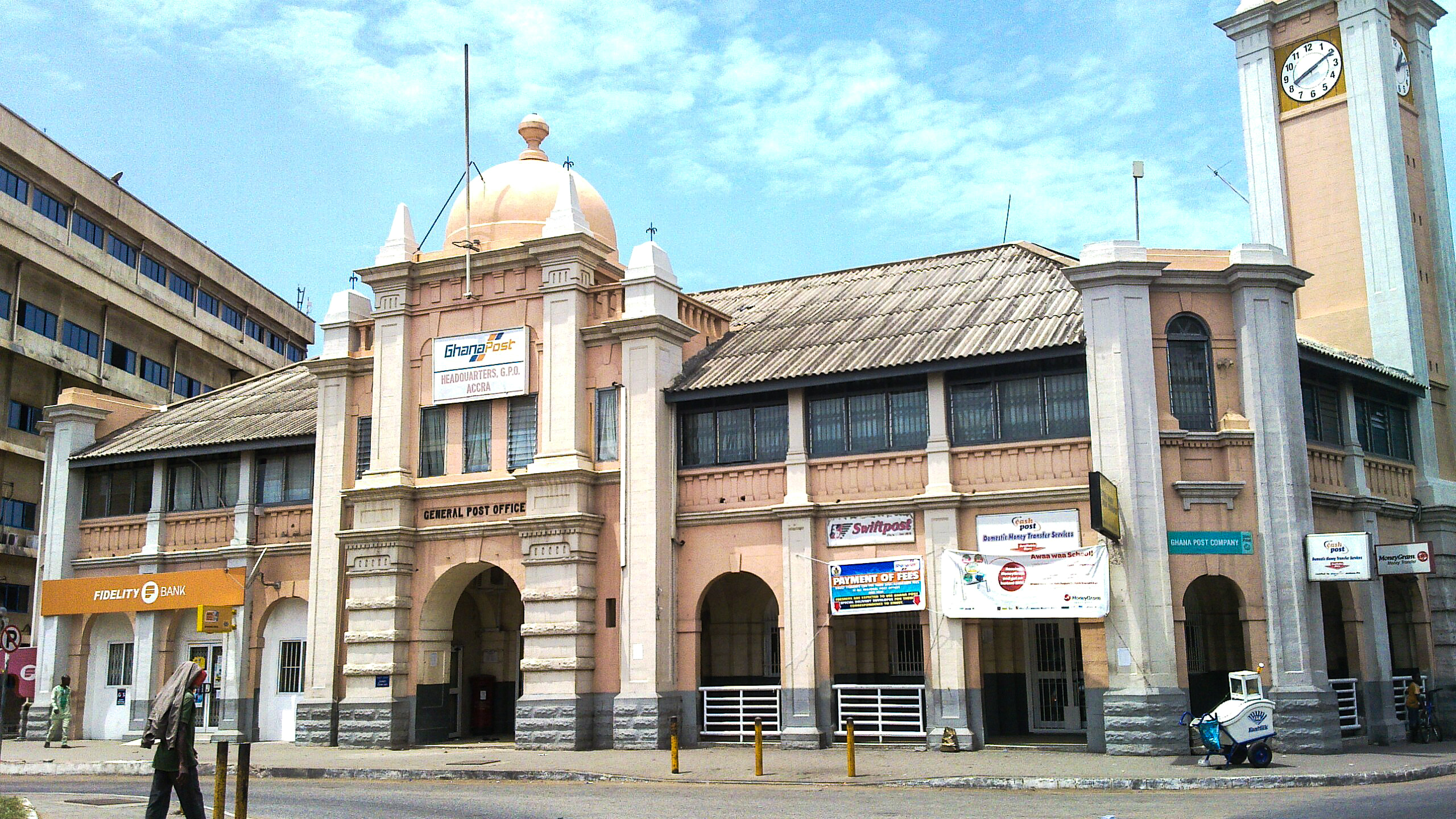
Hlavní pošta.

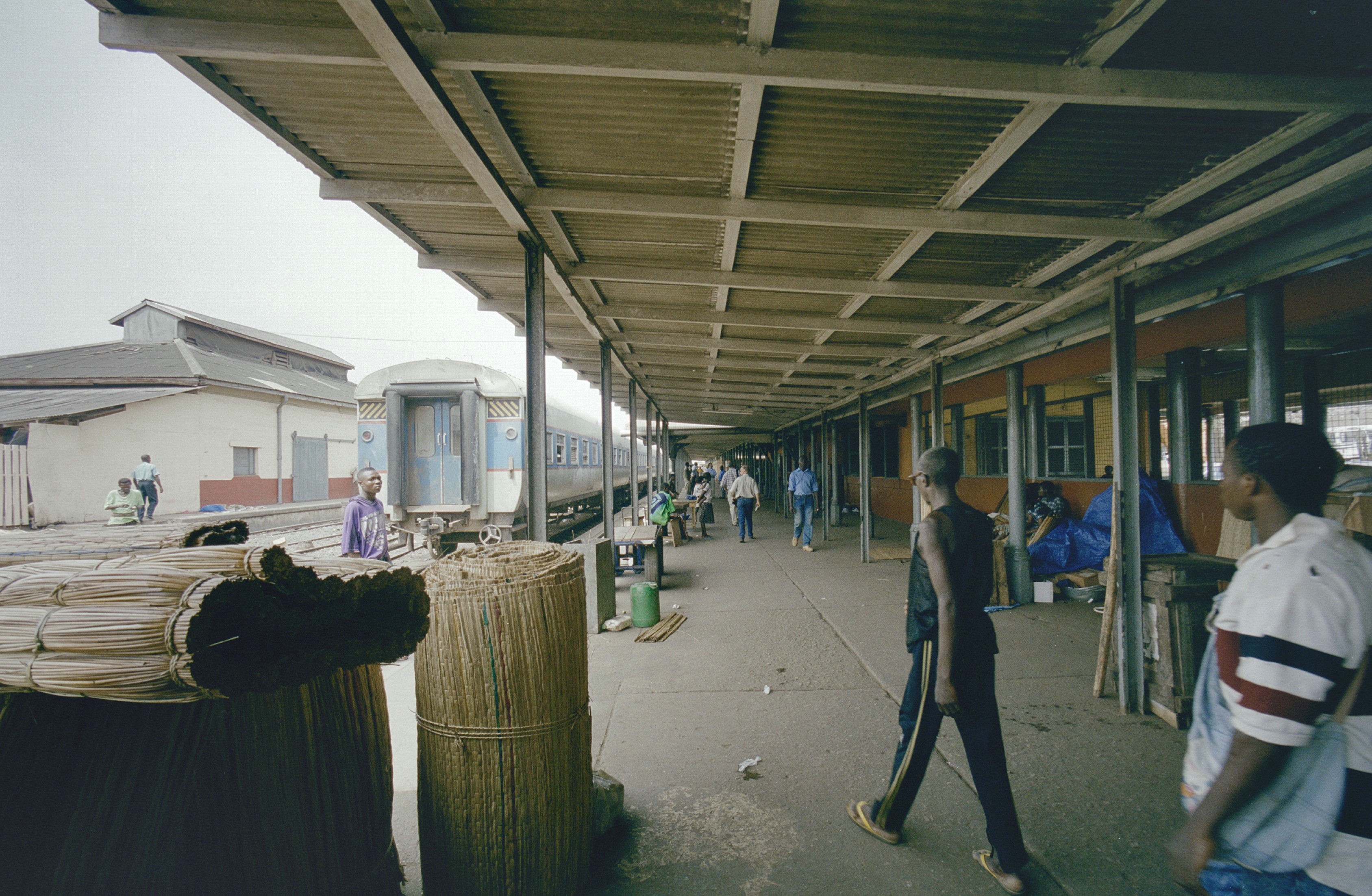
Budova nádraží.

Vývoj Akkry je dále spjat s koloniálními mocnostmi působícími v této oblasti. Napřed to byli Portugalci, kteří zde postavili pevnost, poté Švédové, Holanďané, Francouzi, Britové a Dánové, kteří se sem dostali na konci 17. století.
Evropští kolonizátoři si kolem města založeným kmenem Ga zakládali postupně své pevnosti. Britové založili pevnost Jamestown, Dánové pevnost Christianbourg, také nazývanou Osu castle a Holanďané pevnost Ussherstown. Všechny tyto pevnosti a území těchto objektů a pozemků tvoří jádro dnešního moderního města.

### 20. století
Na konci anglo-ašantské války Akkru nahradilo město Cape Coast za hlavní město Britského zlatonosného pobřeží. Po dostavbě železnice, sloužící ovšem především těžařskému a zemědělskému průmyslu, získala Akkra opět zaslouženou pozici přirozeného hospodářského a ekonomického centra Ghany. V dobe mězi dvěma světovými válkami procházela velkým rozvojem, který symbolizovala nejen železnice, ale například i vznik moderní nemocnice nebo telefonní sítě.
Rozsáhlé území města bylo poškozeno zemětřeseními v letech 1862 a 1939, ale město rostlo okolo přístavu (dnes přesídleného do města Tema), a později pivovaru. Expandovalo do přilehlých lokalit, kde se spojovalo s okolními obcemi a městy. Stejně jako v případě jiných sídel na pobřeží Atlantského oceánu v západní Africe byla i Akkra rozdělena na část určenou pro koloniální správce a místní obyvatelstvo.
V roce 1948 zde byla odstartována kampaň za nezávislost. Tu Ghana získala roku 1957. Akkra se následně stala domovem Národního muzea Ghany (National Museum of Ghana), Ghanské akademie věd a umění (Ghana Academy of Arts and Sciences), Národního archivu Ghany (National Archives of Ghana) a Ghanské centrální knihovny (Ghana's central library). Vzniklo také Národní divadlo (National Theatre), Accra Centre for National Culture, Národní sportovní stadion (National sport stadium) a Memorial Centre for Pan-African Culture, nedaleko Parlamentu Ghany je the Ghana-India Kofi Annan Centre for Excellence v ICT. To vše bylo součástí národního plánu pro rozvoj a modernizaci hlavního města. V rámci něj byla postavena řada velkolepých staveb i institucí, rozvoj infrastruktury však byl mnohem skromější, stejně jako i v ostatních velkých městech západní Afriky. Výjimkou byla dálnice do přístavního města Tema, jejíž výstavbu inicioval tehdejší prezident Kwame Nkrumah. Ten mimo jiné domluvil s SSSR v roce 1965 dovoz padesáti automobilů pro první moderní taxislužbu v zemi.

### 21. století
Teprve až dramatický růst jejich nezbytnost stavil na pořad dne. Stále byla chybějící například centralizovaná kanalizace. Mnohé byly realizovány na přelomu 20. a 21. století a i ve století dvacátém prvním. Ve městě vznikla řada víceproudých komunikací, systém autobusů (metrobusů) a roku 2010 byl zvažován i monorail, o dekádu později i systém nadzemní metropolitní železnice (na mostech, obdobně jako je tomu např. v Indii. Nic z toho nicméně nebylo do roku 2025 uskutečněno.
V roce 2025 bylo v Labadi otevřeno nové a moderní kongresové centrum pro Akkru.

## Obyvatelstvo

### Struktura obyvatelstva
Jak již bylo uvedeno, dosahuje aglomerace města Akkra s okolím okolo čtyř milionů obyvatel a dále se rozrůstá. Obyvatelstvo tvoří především Černoši (99,9 %), kromě toho zde žije malá komunita potomků přistěhovalců z Libanonu a Sýrie. V posledních letech se také rozširuje i počet přistěhovalců z Čínské lidové republiky. 56 % obyvatel je mladších 24 let věku.

### Náboženský život
Obyvatelstvo je z náboženského hlediska většinou křesťanské; zastoupeny jsou různé církve. Menšinově jsou přítomni i muslimové (sunnitští). Jejich svatostánkem je například Velká mešita ve stylu orientální architektury. Ve městě stojí také značný počet kostelů Lze zmínit např. Katedrálu Nejsvětější trojice nebo modernistickou Katedrálu Svatého ducha, postavenou roku 1947. Většina obyvatel chodí v neděli do kostela.

## Administrativní dělení
Větší Akkra je rozdělena dále do šesti distriktů[zdroj?]:
- Accra Metropolis District
- Dangme East District
- Dangme West District
- Ga East District
- Ga West District
- Tema Municipal District

Samospráva je se dělí na dvě části; místní samosprávy jednotlivých distriktů se věnují většinou vlastní agendě; strategické plánování a celoměstsky významné investice jsou ale realizovány na úrovni hlavního magistrátu města. Na úrovni Ghany je město samostatným regionem.

## Hospodářství
V Akkře se nachází rafinérie, kromě toho jsou tu ale také textilní závody, potravinářský průmysl nebo závody dřevozpracující. Funguje zde ghanská burza cenných papírů. Zahraniční kapitál je přítomen z Libanonu, Spojeného království nebo Čínské lidové republiky.
Rozšířená je manuální a řemeslná výroba šperků, zboží je běžně obchodováno na trzích, kde se prodávají i diamanty, potravinářské výrobky nebo kakaové boby. Tržnice vznikají živelně bez ohledu na bezpečnost. V roce 2025 ta s použitým oblečením vyhořela. 70 % ekonomického výkonu Ghany připadá právě na hlavní město Akkra. Po Nairobi a Lagosu se jedná o třetí nejrychleji rostoucí lokalitu s nemovitostmi v Africe.

## Doprava
V současnosti je Akkra hlavním uzlem dopravy, zvláště díky svému letišti (Kotoka International Airport), a také díky železniční síti, směřující do měst Tema, Takoradi a Kumasi. Pro vyšší kapacitu je zvažována i doprava železniční. Diskutován byl systém Accra Skytrain, především ve 3. dekádě 21. století, který by měl fungovat obdobně jako metro.
Kromě toho má město napojení na ghanskou železniční síť a je zde také přístav. Pro mezinárodní a nákladní dopravu však tento přístav není příliš využíván, naopak klíčovou roli hraje již zmíněný v přístavním městě Tema. 
Městskou dopravu zajišťují minibusy, autobusy a taxíky. V roce 2003 zde vznikla již uvedená síť metrobusů, které měly ulevit místním ucpaným ulicím. I přesto je však infrastruktura dlouhodobě podinvestovaná a nedostačující pro město uvedené velikosti; většina místních obyvatel cestuje především pěšky.
Městská silniční síť má délku 1 117 km, z toho 918 km je zpevněných. Existuje síť městských čtyřproudých i víceproudých dálnic, které jsou spojené pomocí mimoúrovňových křižovatek. Časté jsou dopravní zácpy. Město rovněž bojuje s živelnými tržišti, které vznikají na komunikacích na různých místech a snižují jejich kapacitu.

## Společnost

### Školství
Na okraji města je Achimota Secondary School (založená v roce 1924 a zprovozněná v roce 1927), Presby Boys' Secondary School a mnoho dalších škol.
Třináct kilometrů od Legonu se nachází Univerzita Ghany (University of Ghana). V Akkře má své sídlo také Komise pro obranu Organizace africké jednoty (The Defense Commission of the Organization of African Unity).

### Zdravotnictví
Celý region metropole má rozsáhlou síť zdravotnických zařízení.

### Sport
Mezi nejoblíbenější sporty v Akkře patří fotbal. Místní fotbalový tým nese název Hearts of Oak, své zápasy hraje na stadionu Ohene Jan, jehož kapacita činí 40 000 diváků. Accra je také rodištěm jednoho z nejúspěšnějších francouzských fotbalistů, Marcela Desaillyho.

## Životní prostředí
Rychlý růst počtu obyvatel, na který navazuje živelný rozvoj metropole, má za výsledek úbytek zelených ploch ve městě. V severní části města se v blízkosti zoologické zahrady nachází les Achimota Forest.
Oblíbené jsou místní pláže, jako např. Labadi Beach a další.

### Odpadové hospodářství
Odpad je recyklován například v lokalitě Agbogbloshie, některé sklády jsou umístěny v dalších částech Akkry. Odpad je do města i dovážen; především se jedná o použitý textil, nebo textil určený k likvidaci, resp. reckylaci. 

### Znečištění
Accra je rychle rostoucí metropole, která má značnou míru dopravy, průmyslu a dalších zdrojů znečištění. Znečištěné je ovzduší. Rovněž užívání plastů přispívá k vzniku odpadu, který se hromadí v různých částech města. Odpad bývá například vyplavován na místní pláže. Hospodaření s odpadem je problematickým tématem, stejně jako v jiných afrických městech. Některé náboženské charitativní organizace pomáhají s jeho odstraňováním.
Znečištění ovzduší se mění v průběhu roku. Na některých místech jsou měřeny hodnoty škodlivin. V roce 2021 bylo zjištěno, že naměřené hodnoty překračují jak národní, tak i mezinárodní normy ohledně čistoty ovzduší. 

## Kultura

### Kulturní instituce

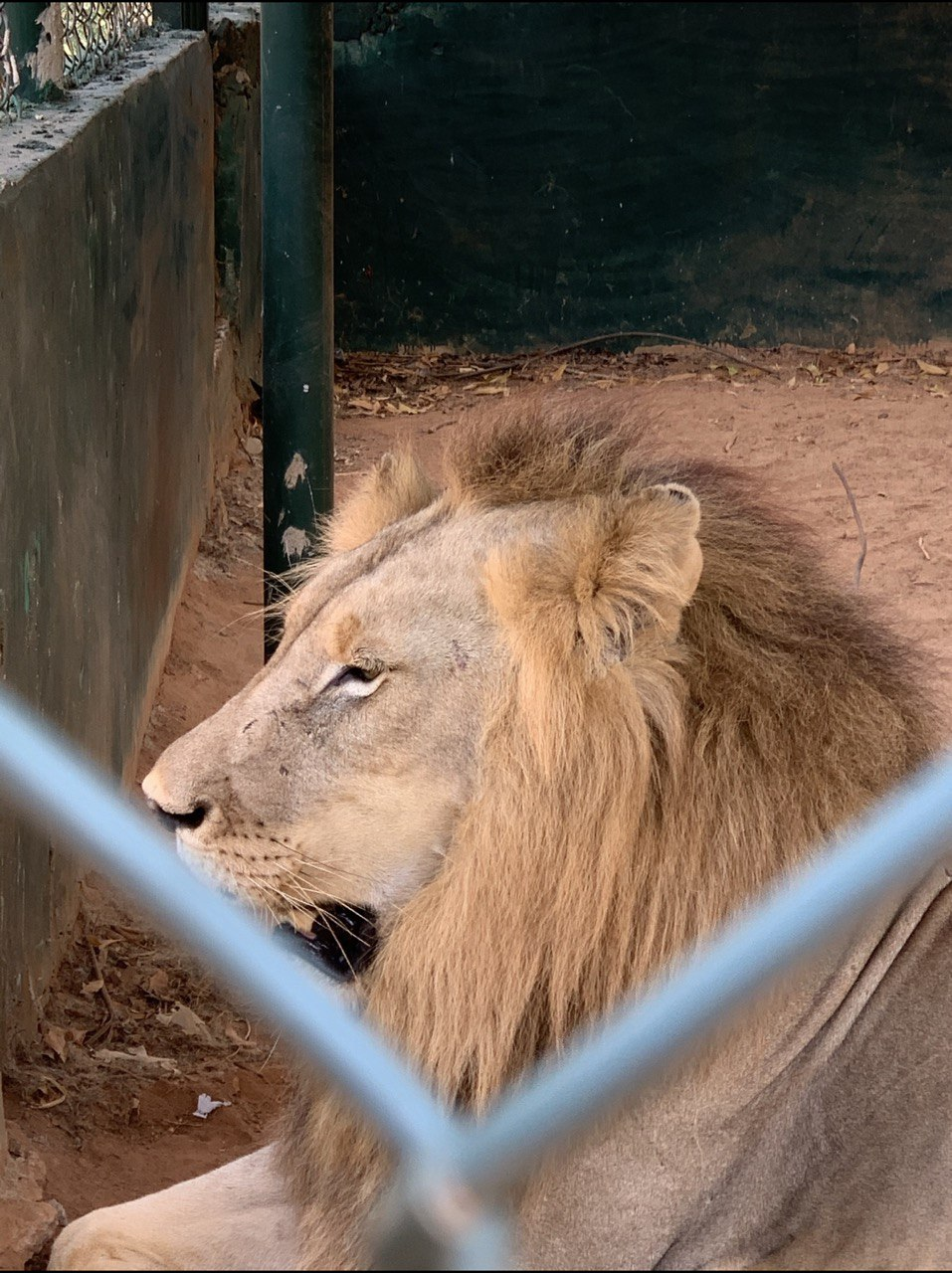
Lev v místní zoologické zahradě.

V lokalitě Achimota se nachází Zoologická zahrada. Kromě toho sídlí v Akkře řada dalších velkých kulturních institucí, jako jsou například již zmíněné Národní muzeum Ghany (National Museum of Ghana), Ghanská akademie umění a věd (Ghana Academy of Arts and Sciences), Národní archiv Ghany (National Archives of Ghana) a Ghanská centrální knihovna (Ghana's central library). Mezi organizace, které v Akkře sídlí, patří také Ghanský symfonický orchestr. 

### Pamětihodnosti a kulturní památky
Mezi nejstarší stavby ve městě patří pevnost Fort James, kterou zde postavili britští kolonizátoři. V její blízkosti se nachází i maják, podle něhož je dobře dohledatelná. Obojí stojí v lokalitě Jamestown v nejstarší části Akkry. Další historicky významné budovy čítají Jubilee House (dnes sídlo ghanské vlády), pevnost Christiansbourg vybudovanou dánskými kolonisty nebo Náměstí nezávislosti s památníky připomínajícími vznik nezávislého státu v druhé polovině 20. století, jakými je např. Independence arch.
V roce 2011 navštívilo Akkru 1 087 000 lidí.

## Zdravotnictví
V Akkře stojí několik nemocnic, např. Všeobecná nemocnice, Vojenská nemocnice nebo Achimotská nemocnice (pojmenovaná podle blízkého lesa).

## Partnerská města
- Columbia, Jižní Karolína, Spojené státy americké
- Johannesburg, Jihoafrická republika
- Washington D.C., USA (2006)